# Jaroslav Blažke
Jaroslav Blažke (* 12. září 1938 Přerov) je literární historik a kritik, autor učebnic literatury, překladatel.

## Život
Po maturitě na jedenáctileté střední škole v Brně v roce 1956 a po ukončení dvouleté Vyšší školy pedagogické v Brně vystudoval v roce 1962 češtinu a ruštinu na Filozofické fakultě Masarykovy univerzity. Po absolvování učil na středních školách a učilištích, pracoval jako stavební dělník. Po roce 1989 krátce působil jako metodik pro výuku češtiny v Krajském pedagogickém ústavu v Brně a jako krajský inspektor, následně až do důchodu učil češtinu na Gymnáziu Matyáše Lercha v Brně.
Společně s manželkou Marií Blažkovou podepsali v březnu 1977 Chartu 77, podíleli se na výrobě samizdatové literatury a pořádání bytových seminářů zahraničních lektorů Husovy nadace. Tuto činnost organizovali jejich přátelé Jana a Milan Jelínkovi (Milan Jelínek byl po roce 1989 rektorem Masarykovy univerzity). Autorských čtení se účastnili spisovatelé Milan Uhde, Jan Trefulka, Ludvík Vaculík, Karel Pecka, Lenka Procházková aj., Debatní večer Václava Havla po jeho propuštění z vězení v roce 1989 zprostředkoval Petr Oslzlý.

## Dílo
Literární recenze publikoval v samizdatových časopisech Obsah a Host, politické karikatury v periodiku Alternative. Periodikum Alternative vycházelo v Paříži a jeho karikatury na téma Rudá hvězda zde uveřejnil filozof Bernard Fabre.
Jeho pohádky vyšly v ineditním sborníku k narozeninám Jana Trefulky. Je autorem brožury pro výchovu filmového diváka. Pro samizdat přeložil z ruštiny knihu matematika a filozofa Alexandra Zinovjeva Zející výšiny a z angličtiny Farmu zvířat George Orwella.
Po roce 1989 publikoval své recenze a studie v Učitelských novinách, Literárních novinách, v časopise Český jazyk a literatura aj. Působil v redakční radě Radia Proglas, připravoval pořad Knihovnička a načítal texty pro Čtení na pokračování a Bibli v liturgii.
Uspořádal třísvazkovou antologii Čtení z historie literatury české i světové (1992).
Je autorem učebnicového cyklu Kouzelné zrcadlo literatury.
Učebnice
- Kouzelné zrcadlo literatury I. Od nejstarších písemných památek k osvícenství, 1998
- Kouzelné zrcadlo literatury. Od Gilgameše k Harlekýnovi, 1999
- Kouzelné zrcadlo literatury. Písemnictví 19. věku, 1999
- Kouzelné zrcadlo literatury. Sny a realita moderního světa, 2003
- Kouzelné zrcadlo literatury. Od železné opony k postmoderně, 2005
- Kouzelné zrcadlo literatury. Nepokoření básníci, 2005